# Cilla Börjlind
Maria Cecilla Börjlind (Sollentuna, 8 maart 1961) is een Zweeds scenarioschrijfster en schrijfster van misdaadromans.

## Biografie
Maria Cecilla Börjlind werd als Maria Cecilla Gemvall in 1961 geboren in Sollentula. Ze is getrouwd met Rolf Börjlind en sinds 1995 schrijft ze samen met haar echtgenoot scenario’s voor televisieseries en -films van onder andere Martin Beck, Arne Dahl en Springvloed.
In 2012 brachten Cilla en Rolf Börjlind hun eerste misdaadroman Springfloden (Springvloed) uit met Olivia Rönning en Tom Stilton in de hoofdrollen, gevolgd door nog vijf misdaadromans met hetzelfde duo. In 2016 werd het eerste boek omgezet in de tiendelige gelijknamige televisieserie en in 2018 volgde een tweede seizoen van tien afleveringen, deze maal gebaseerd op het tweede boek Den tredje rösten (De derde stem).

## Filmografie (samen met Rolf Börjlind)
- 1995: Lorry (televisieserie)
- 2001: Beck – Hämndens pris (tv-film)
- 2001: Beck – Mannen utan ansikte (tv-film)
- 2002: Beck – Annonsmannen (tv-film)
- 2002: Beck – Enslingen (tv-film)
- 2002: Beck – Kartellen (tv-film)
- 2002: Beck – Okänd avsändare (tv-film)
- 2002: Beck – Pojken i glaskulan (tv-film)
- 2002: Beck – Sista vittnet (tv-film)
- 2004: Danslärarens återkomst (miniserie)
- 2004: Graven (miniserie)
- 2006: Beck – Advokaten (2006)
- 2006: Beck – Flickan i jordkällaren (tv-film)
- 2006: Beck – Skarpt läge (tv-film)
- 2006: Wallander (Aflevering: Täckmanteln)
- 2007: Beck – Den japanska shungamålningen (tv-film)
- 2007: Beck – Den svaga länken (tv-film)
- 2007: Beck – Det tysta skriket (tv-film)
- 2007: Beck – Gamen (tv-film)
- 2007: Beck – I Guds namn (tv-film)
- 2009: Morden (miniserie)
- 2011-2012: Arne Dahl
- 2016-2018: Springfloden